# 愚园路
愚园路是中國上海市静安区和长宁区境内的一条东西向的重要街道。该路东起常德路，西至长宁路和中山公园。全长2775米。

## 历史
愚园路所在区域原为上海西郊的一片农田，有若干小河浜纵横其间。1860年（咸丰十年），由于李秀成率领太平天国军队进攻上海，上海道台在静安寺北侧辟筑了一条很短的军路，即愚园路最东面的一段。1865年（同治四年），这条军路交由上海公共租界工部局进行管理，这就是愚园路最早形成的一段。到1899年，上海公共租界大规模拓展，其西部界线推进到静安寺西侧，这样，愚园路最早形成的这一段便被划入公共租界界内，并以路东端常德路口的著名园林─“愚园”，将这条马路命名为愚园路。
1911年，公共租界工部局开始填平位于租界外的一条小河浜，将愚园路向西延伸至忆定盘路，其性质属于越界筑路。1913年，又继续向西延伸，扩筑至白利南路（今长宁路）。
在第一次世界大战结束以后的十年间（1919年－1928年），愚园路沿线陆续建起了许多花园住宅和新式里弄，成为上海最高级的住宅区之一，许多中上层人士选择在此定居，其中也有不少文化名人。如钢琴家顾圣婴居住愚园路1088弄宏业花园108号，歌唱家、医学博士林俊卿居住愚园路1088弄，指挥家黄贻君居住愚园路865弄，杜聿明中将居住愚园路1015号，蒋光鼐上将居住愚园路1112弄4号，外交部长陈友仁居住愚园路1136弄14号，企业家严庆祥居住愚园路699号，董竹君居住愚园路1294号，杜重远居住愚园路1038弄岐山村25号，作家施蛰存居住愚园路1018号，教育家陈鹤琴居住愚园路851号，蔡元培居住愚园路884号，康有为居住愚园路750弄游存庐，章伯钧居住愚园路1320弄联安坊11号，李济深居住愚园路1015号，黄炎培居住愚园路749弄31号，沈钧儒居住愚园路750弄11号和1292弄51-53号。
1930年8月17日，邓演达在愚园坊（現今愚园路483弄）的12号筹划中国国民党临时行动委员会活动时被捕。
抗日战争期间，由于越界筑路地区地位的特殊性，汪精卫政府许多高级官员都选择在这条马路安家。例如愚园路749弄就聚集了几位著名的人物：63号是汪精卫政府警政部部长李士群住宅；65号是汪精卫政府上海市市长周佛海住宅；67号则是76号特工总部警卫队长吴四宝和佘爱珍夫妇的住宅。汪精卫在上海的公馆位于该路1136弄31号，即国民政府交通部长王伯群住宅，今长宁区少年宫。
1949年以后，原来的花园洋房一部分成为机关用房；多数洋房内挤住了九、十来户人家，公用厨房、卫生间，居住条件较差。1963年，胶州路至常德路段路面升高。1966年，华山路至镇宁路段道路改建，清除人行道阶梯双层踏步侧石，疏浚沟槽。1967年，乌鲁木齐北路至镇宁路段铺筑沥青混凝土路面。1979年，胶州路至华山路段整修道路和下水道，雨、污水分流，垫高人行道斜坡。1980年代以后，沿街破墙开设小商店。

## 现状
2001年，愚园路东端临近静安寺长约700米的路段（东起常德路、西至乌鲁木齐北路）被辟为美食街。
2016年以后，作为上海永不拓宽的64条马路之一，愚园路历史文化风貌区工程启动，历史建筑、老式住宅得到修缮。愚园路建有愚园公共市集、粟上海社区美术馆、the bun艺术空间等新地標。
2023年3月1日，上海长宁愚园路历史风貌区的上海市长宁区愚园艺术生活街区入選文化和旅游部发布的第二批国家级旅游休闲街区。

## 交汇道路
- 常德路（租界时代名为赫德路）
- 胶州路
- 万航渡路（租界时代名为极司菲尔路）、华山路
- 愚园支路
- 乌鲁木齐北路（租界时代名为地丰路）
- 镇宁路
- 江苏路（租界时代名为忆定盘路）
- 安西路
- 定西路
- 长宁路（租界时代名为白利南路）

## 沿路优秀历史建筑

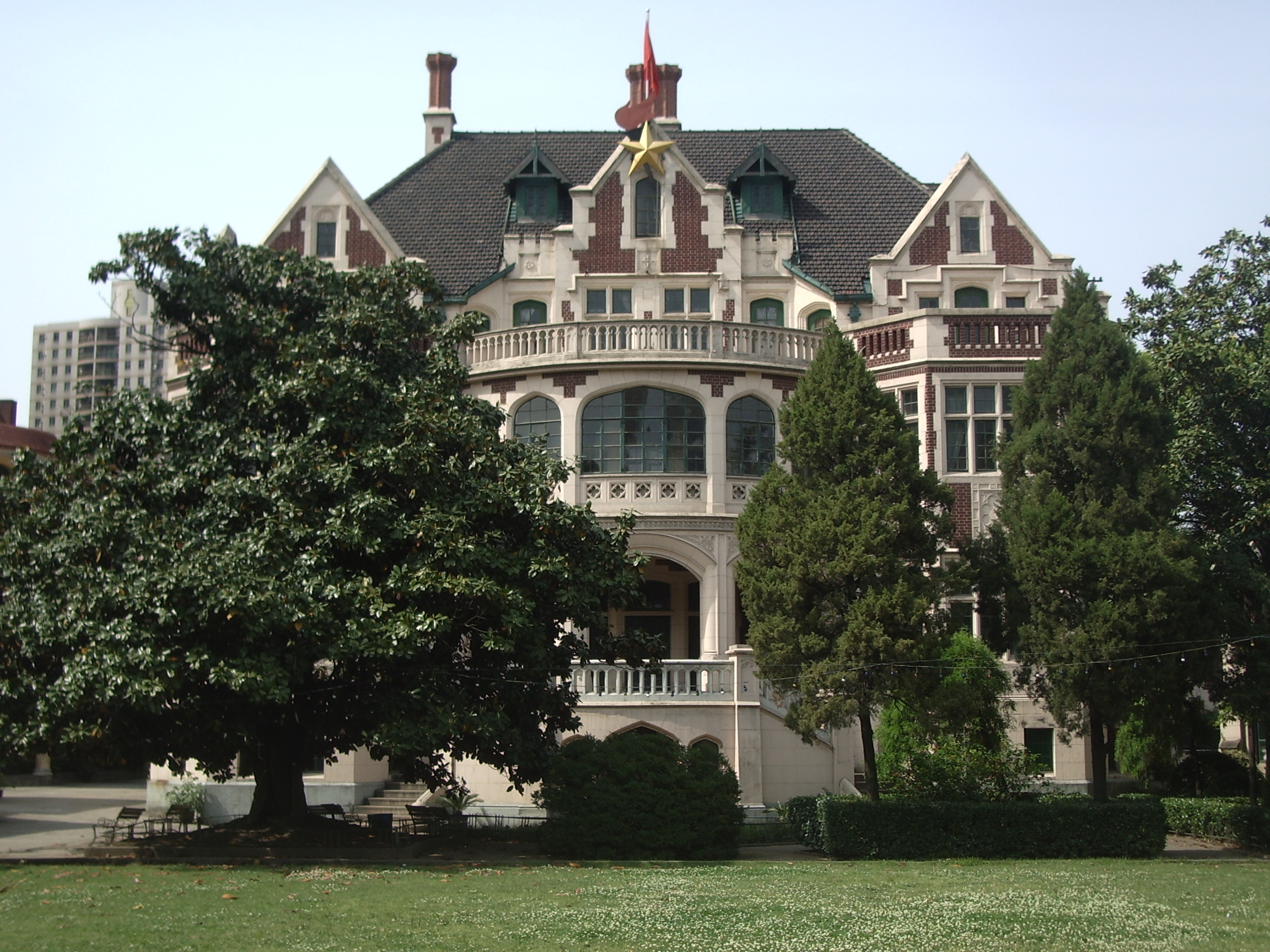
1136弄31号王伯群住宅

- 81号——公啡咖啡馆、荣泰烟行——中共地下党上海市委书记刘长胜故居，今中共上海地下党组织斗争史陈列馆。[6]
- 218号——百乐门舞厅，第二批上海市优秀历史建筑
- 361弄——愚谷邨，第二批上海市优秀历史建筑
- 395弄4-24號——涌泉坊（1936年）西班牙风格的新式里弄，24號為陳楚湘住宅，第一批上海市优秀历史建筑
- 579弄44号——刘晓故居
- 688弄4号——段祺瑞遗孀住宅：
- 699号——严家花园（大隆机器厂主嚴裕棠、严庆祥父子故居）。北欧独立式花园住宅，由一名德国医生建于1920年代，1940年被严家购买。严家花园住宅面积约5416平方米，建筑面积约1570平方米，其中花园面积约4900平方米。
- 745弄65号——传统大宅
- 749弄——63号：汪精卫政府警政部部长李士群住宅；65号：汪精卫政府上海市市长周佛海住宅；67号，76号特工总部吴四宝住宅
- 750弄（愚园新村，1930年）；11号：民盟中央主席沈钧儒故居  已拆除；20号：黄埔军校教育长邓演达故居
- 754号——今同仁医院
- 805弄—-锦园，1933年荣宗敬建造
- 838弄7号——杨氏花园（今上海西夏葡萄酒业有限公司）
- 864号——今长宁区教育学院1号楼（1935年）
- 865弄2-36号——英式花园住宅群
- 1015号——周氏住宅（今长宁区工商联）
- 1032弄——岐山村/东苑别业，建于1925年-1930年，施蛰存故居，第四批上海市优秀历史建筑
- 1088弄——宏业花园  5-9号、104-148号    
  - 108号：钢琴家顾圣婴故居。
- 1112弄4号，20号——蒋光鼐住宅
- 1136弄
  - 31号——王伯群住宅，洛可可风格，曾为汪精卫公馆，今长宁区少年宫，第一批上海市优秀历史建筑
  - 14号——陈友仁住宅
  - 30号——沈镇住宅：西洋现代式塔型建筑。
- 1210弄东侧——沪西别墅，第三批上海市优秀历史建筑
- 1292弄——桃源坊，建于1938年，第四批上海市优秀历史建筑
- 1294号——今工商银行愚园路分理处
- 1315弄——瑞兴坊，4号为路易·艾黎故居
- 1320号——新华村，外侨住宅，今长宁区政府11号、12号、14号、15号楼；建于1925年，英国式独立花园洋房。1948年—1950年，11号楼曾为锦江饭店创办人董竹君故居。
- 1352弄——联安坊，建于1926年，长宁区政府5-8号楼
- 1355弄——兆丰邨，曾居住于23号的邵式军曾任过伪职，后来又投奔了新四军（祖父邵友濂曾任台湾巡抚、外祖父盛宣怀是晚清洋务重臣、实业家，岳父蒋百器是同盟会元老、曾任浙江督军，长兄邵洵美是诗人、翻译家） 、国民党陆军少将郑方珩也曾居住23号、书画家、书画装裱名家徐岳辰，曾居6号。
- 1376弄——亨昌里
  - 34号（原亨昌里418号）——《布尔什维克》编辑部旧址（1927年10月），瞿秋白、罗亦农、邓中夏等26人创办，陈独秀曾在此居住，上海市文物保护单位
- 1396号——西园公寓，原西园大厦，第二批上海市优秀历史建筑